# Marcin Machalski
Marcin Machalski (ur. w 1959 w Warszawie) – polski paleontolog.

## Elementy biografii
W 1983 ukończył studia na Wydziale Geologii Uniwersytetu Warszawskiego. Jego dalsza kariera naukowa jest związana z Instytutem Paleobiologii PAN, gdzie w 1993 uzyskał doktorat, a w 2007 – habilitację. W latach 2007–2010 był kierownikiem Muzeum Ewolucji. W 2019 otrzymał tytuł profesora nauk o Ziemi.

## Osiągnięcia naukowe

### Znaczenie w historii nauki

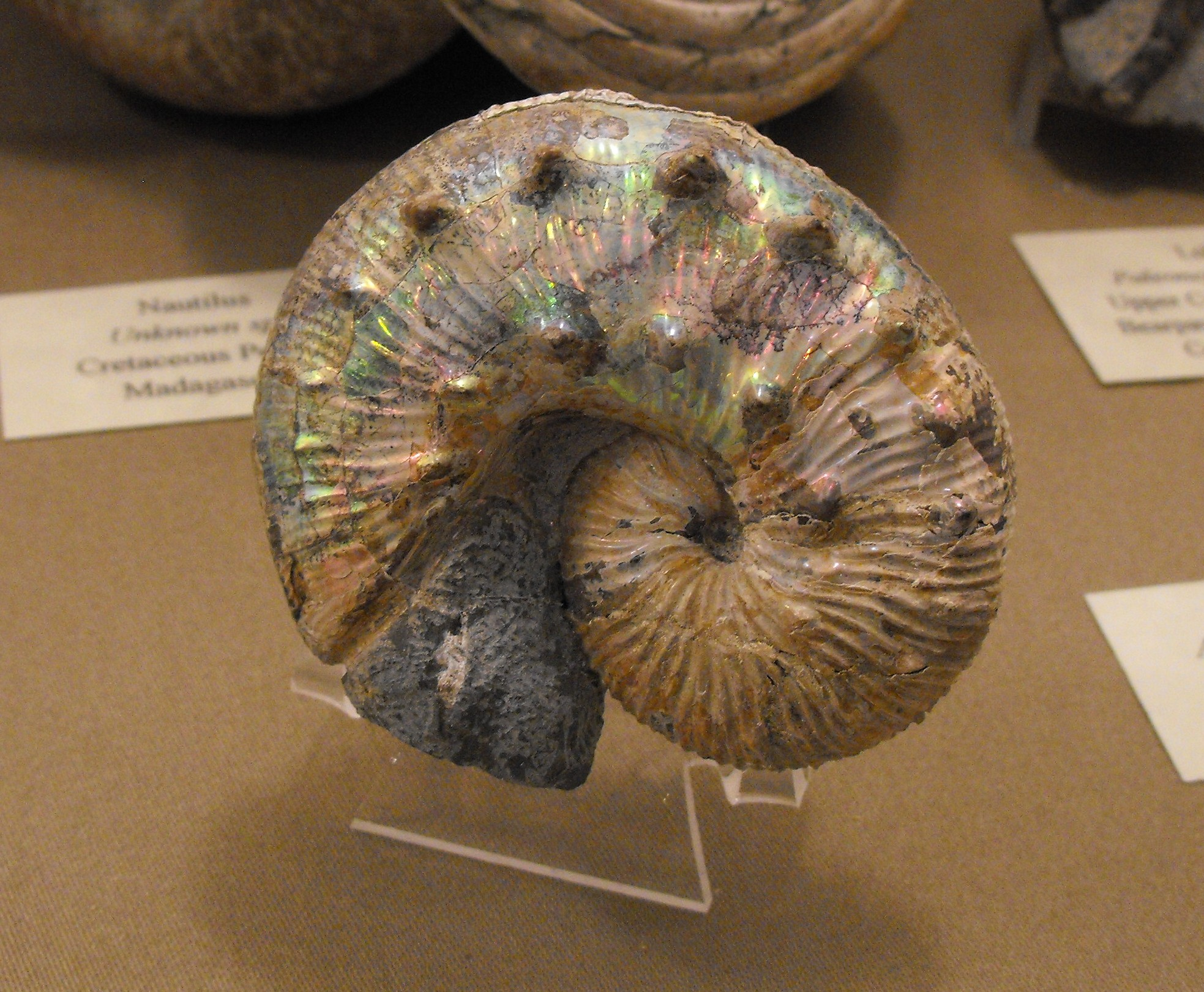
Hoploscaphites nodosus, kredowy (kampański) amonit z rodziny skafitów (Dakota Południowa)

Przedmiotem badań Machalskiego są amonity najwyższej kredy, wydarzenia na granicy kreda–paleogen, zapis kopalny w środowiskach płytkomorskich oraz ostrygi jury, kredy i paleogenu. Był jednym z odkrywców anomalii irydowej na granicy kreda–paleogen w profilu Lechówki. Na podstawie multidyscyplinarnych badań skafitów z kredy Chełma wykazał, że preferencje głębokościowe amonitów mogły się stosunkowo szybko zmieniać na skutek zmian środowiska (wcześniejsze badania najczęściej przyjmowały, że preferencje środowiskowe są stałe w obrębie rodzajów, a nawet większych taksonów amonitów). W oparciu o materiały z danu Danii wykazał, że niektóre amonity przeżyły wymieranie kredowe; te reliktowe populacje wymarły kilkaset tysięcy lat później, we wczesnym paleocenie.

### Wybrane publikacje
- Oyster life positions and shell beds from the Upper Jurassic of Poland (1998)[11]
- Paleofakty (Machalski & Stolarski, 1998[17], 2000[18])
- Late Maastrichtian and earliest Danian scaphitid ammonites from central Europe (2005)[6]
- Evidence for ammonite survival into the Danian (Paleogene) (Machalski & Heinberg, 2005)[14]
- Stable isotopes and predation marks shed new light on ammonoid habitat depth preferences (Machalski et al., 2021)[13]
- The end of an era: A record of events across the Cretaceous–Paleogene boundary in Poland (Machalski et al., 2022)[8]
- Stratigraphy of the Albian–Cenomanian (Cretaceous) phosphorite interval in central Poland: a reappraisal[9] (Machalski et al., 2023)